# Club Joventut de Badalona 2022-2023
Questa voce raccoglie le informazioni riguardanti il Club Joventut de Badalona nelle competizioni ufficiali della stagione 2022-2023.

## Stagione
La stagione 2022-2023 del Club Joventut de Badalona è la 67ª nel massimo campionato spagnolo di pallacanestro, la Liga ACB.

## Roster
Aggiornato al 16 marzo 2024.
| Joventut Badalona 2022-23 | Joventut Badalona 2022-23 |
| Giocatori                 | Staff tecnico             |
| ------------------------- | ------------------------- |

| N. | Naz.                                         | Ruolo | Nome                 | Anno | Alt.   | Peso   |  |
| -- | -------------------------------------------- | ----- | -------------------- | ---- | ------ | ------ |  |
| 1  | Paesi Bassi (bandiera) · Spagna (bandiera)   | AP    | Yannick Kraag        | 2002 | 202 cm | 81 kg  |  |
| 2  | Spagna (bandiera)                            | AP    | Pep Busquets         | 1999 | 198 cm | 90 kg  |  |
| 4  | Spagna (bandiera)                            | G     | Pau Ribas            | 1987 | 194 cm | 95 kg  |  |
| 6  | Spagna (bandiera)                            | A     | Jordi Rodríguez      | 2004 | 199 cm |        |  |
| 9  | Stati Uniti (bandiera)                       | G     | Kyle Guy             | 1997 | 188 cm | 79 kg  |  |
| 10 | Slovacchia (bandiera)                        | C     | Vladimír Brodziansky | 1994 | 210 cm | 100 kg |  |
| 11 | Stati Uniti (bandiera)                       | AG    | Henry Ellenson       | 1997 | 210 cm | 111 kg |  |
| 13 | Italia (bandiera)                            | C     | Leonardo Okeke       | 2003 | 213 cm | 108 kg |  |
| 14 | Spagna (bandiera)                            | G     | Albert Ventura (C)   | 1992 | 192 cm | 91 kg  |  |
| 16 | Spagna (bandiera)                            | P     | Guillem Vives        | 1993 | 192 cm | 86 kg  |  |
| 21 | Stati Uniti (bandiera) · Ungheria (bandiera) | AG    | Jarrod Jones         | 1990 | 206 cm | 105 kg |  |
| 21 | Spagna (bandiera)                            | AG    | Miguel Allen         | 2003 | 203 cm | 88 kg  |  |
| 22 | Rep. Dominicana (bandiera)                   | P     | Andrés Feliz         | 1997 | 188 cm | 88 kg  |  |
| 25 | Francia (bandiera)                           | A     | William Howard       | 1993 | 203 cm | 94 kg  |  |
| 35 | Svezia (bandiera)                            | C     | Simon Birgander      | 1997 | 209 cm | 105 kg |  |
| 55 | Ungheria (bandiera) · Spagna (bandiera)      | AG    | Zsombor Maronka      | 2002 | 208 cm | 89 kg  |  |
| 44 | Spagna (bandiera)                            | A     | Joel Parra           | 2000 | 201 cm | 95 kg  |  |
| 88 | Croazia (bandiera)                           | C     | Ante Tomić           | 1987 | 217 cm | 118 kg |  |

| Allenatore                                                                        |
| - Carles Durán                                                                    |
| Assistente/i                                                                      |
| - Aleix Durán - Daniel Miret Legenda - (C) Capitano - (IN) Inattivo - Infortunato |

## Mercato

### Sessione estiva
| Acquisti | Acquisti       | Acquisti         | Acquisti      | Acquisti |
| R.a      | Nome           | da               | Modalità      |          |
| -------- | -------------- | ---------------- | ------------- | -------- |
| PG       | Artūrs Žagars  | Braunschweig     | fine prestito |          |
| G        | Kyle Guy       | Cleveland Charge | svincolato    |          |
| A        | William Howard | ASVEL            | svincolato    |          |
| AG       | Henry Ellenson | Obradoiro        | svincolato    |          |
| C        | Leonardo Okeke | Olimpia Milano   | prestito      |          |

| Cessioni | Cessioni             | Cessioni            | Cessioni       | Cessioni |
| R.       | Nome                 | a                   | Modalità       |          |
| -------- | -------------------- | ------------------- | -------------- | -------- |
| P        | Ferrán Bassas        | Gran Canaria        | fine contratto |          |
| PG       | Artūrs Žagars        | Nevėžis             | fine contratto |          |
| G        | Brandon Paul         | Shandong H.S. Kirin | fine contratto |          |
| AG       | Derek Willis         | Reyer Venezia       | fine contratto |          |
| C        | Vladimír Brodziansky | Bahçeşehir Koleji   | fine contratto |          |
| C        | Krišs Helmanis       | Tigers Tubinga      | fine contratto |          |

### Dopo l'inizio della stagione
| Acquisti | Acquisti             | Acquisti   | Acquisti        | Acquisti   |
| R.       | Nome                 | da         | Data            | Modalità   |
| -------- | -------------------- | ---------- | --------------- | ---------- |
| AG       | Jarrod Jones         | Free agent | 6 ottobre 2022  | svincolato |
| C        | Vladimír Brodziansky | Partizan   | 1 febbraio 2023 | svincolato |

| Cessioni | Cessioni        | Cessioni        | Cessioni         | Cessioni       |
| R.       | Nome            | a               | Data             | Modalità       |
| -------- | --------------- | --------------- | ---------------- | -------------- |
| AG       | Jarrod Jones    | Suwon Sonicboom | 6 novembre 2022  | fine contratto |
| A        | William Howard  | Free agent      | 29 dicembre 2023 | rescissione    |
| AG       | Zsombor Maronka | Real Betis      | 24 gennaio 2023  | prestito       |